# Pachydrus brevis
Pachydrus brevis är en skalbaggsart som beskrevs av Sharp 1882. Pachydrus brevis ingår i släktet Pachydrus och familjen dykare. Inga underarter finns listade i Catalogue of Life.